# Chicago Bears
Chicago Bears – zawodowy zespół futbolu amerykańskiego z siedzibą w Chicago, w stanie Illinois. Drużyna jest obecnie mistrzem Dywizji Północnej NFC oraz wicemistrzem konferencji NFC w lidze NFL.

## Historia
Klub powstał w roku 1919 jako Decatur Staley's. Pierwsza nazwa drużyny wywodziła się od miasta powstania (Decatur, w stanie Illinois) oraz od nazwy firmy sponsorującej klub (A. E. Staley). Firma A. E. Staley pozostała sponsorem drużyny w 1920 roku, ale ponieważ klub przeniósł się do Chicago jego nazwę zmieniono na Chicago Staley's. Drużyna uzyskała obecną nazwę Chicago Bears w roku 1921, kiedy firma A. E. Staley przestała sponsorować zespół. Obecna nazwa drużyny wzięła się stąd, że począwszy od roku 1920 zespół rozgrywał swoje mecze na stadionie Wrigley Field, na którym grała również drużyna baseballowa, Chicago Cubs. Ponieważ słowo cubs w języku angielskim oznacza niedźwiadki, właściciel zespołu uznał, że drużyna futbolowa powinna nazywać się bears, czyli niedźwiedzie. Mimo że od 1921 roku drużyna nie ma już większych związków z firmą A. E. Staley, nazwa pierwszego sponsora drużyny jest wciąż obecna w nazwie maskotki klubu, którym jest Staley Da Bear.
Obok zespołu Arizona Cardinals, drużyna Chicago Bears jest jedyną istniejącą drużyną futbolową spośród tych, które założyły ligę  American Professional Football Association, która później stała się ligą NFL.

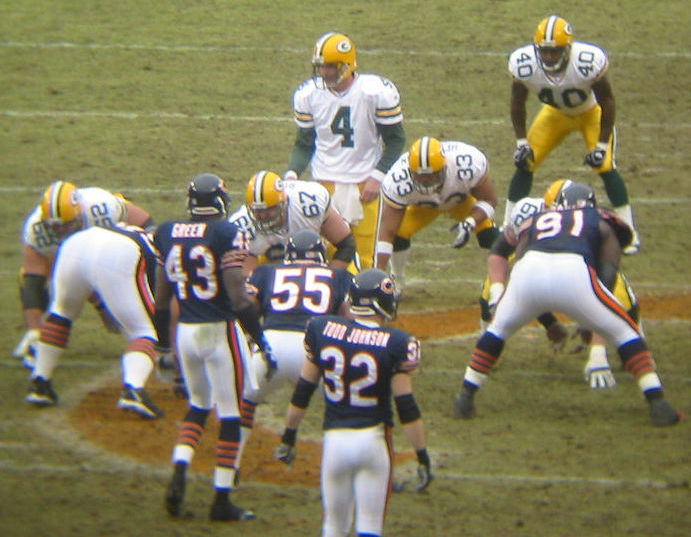
Scena z meczu pomiędzy Chicago Bears i Green Bay Packers

Do sezonu roku 1970 drużyna rozgrywała swoje mecze domowe na chicagowskim stadionie Wrigley Field. Od roku 1971 zespół gra niemal nieprzerwanie (z przerwą na sezon 2002) na stadionie Soldier Field, położonym nad jeziorem Michigan. Stadion przeszedł niedawno kontrowersyjną przebudowę, której celem było nadanie nowoczesnej formy staremu obiektowi.
Bears wygrali dziewięć mistrzostw NFL, w tym finał Super Bowl XX, czym ustępują tylko zespołowi Green Bay Packers z 12 mistrzostwami ligi. Drużyna z Chicago szczyci się także rekordową liczbą 26 zawodników, którzy trafili z jej szeregów do Galerii Sław Futbolu Zawodowego. Zespół od dawna mocno rywalizuje z sąsiadami z Green Bay, z którymi spotkali się dotychczas ponad 170 razy.
Zawodnicy polskiego pochodzenia w Bears: Ed Kawal (1931,1935-1936), John Badaczewski (1953), Zeke Bratkowski (1954-1960, 1973), Mike Ditka (1961-1966 oraz jako trener w latach 1982-1992), Jim Grabowski (1971), Mike Tomczak (1985-1990), Chris Gardocki (1991-1994) oraz trenerzy Ted Marchibroda (koordynator ofensywy, 1981).

## Wybrani zawodnicy
- Walter Payton
- Brian Urlacher